# Saepta Julia

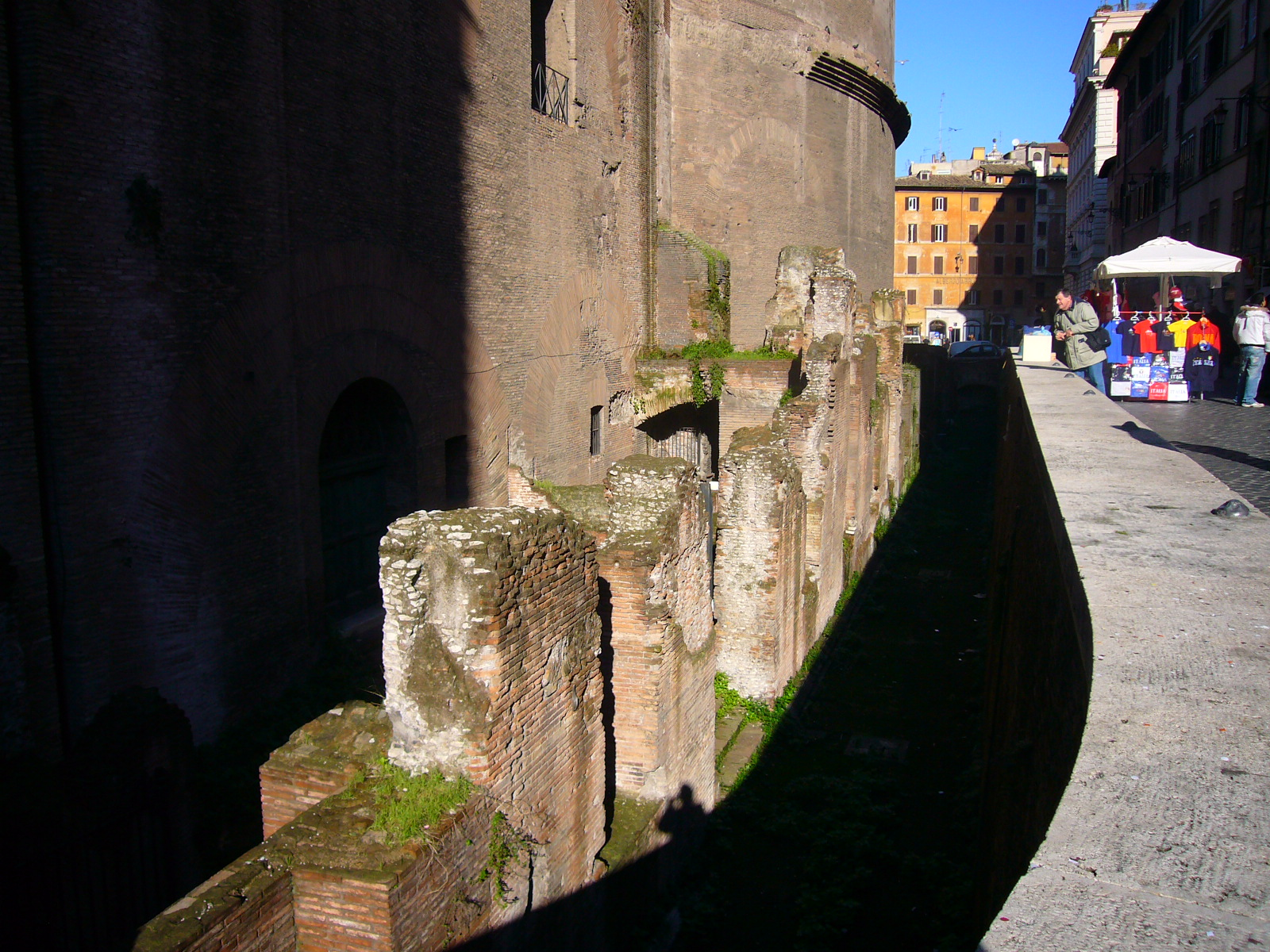
Pozostałości Saepta Julia przy rzymskiej Via di Minerva

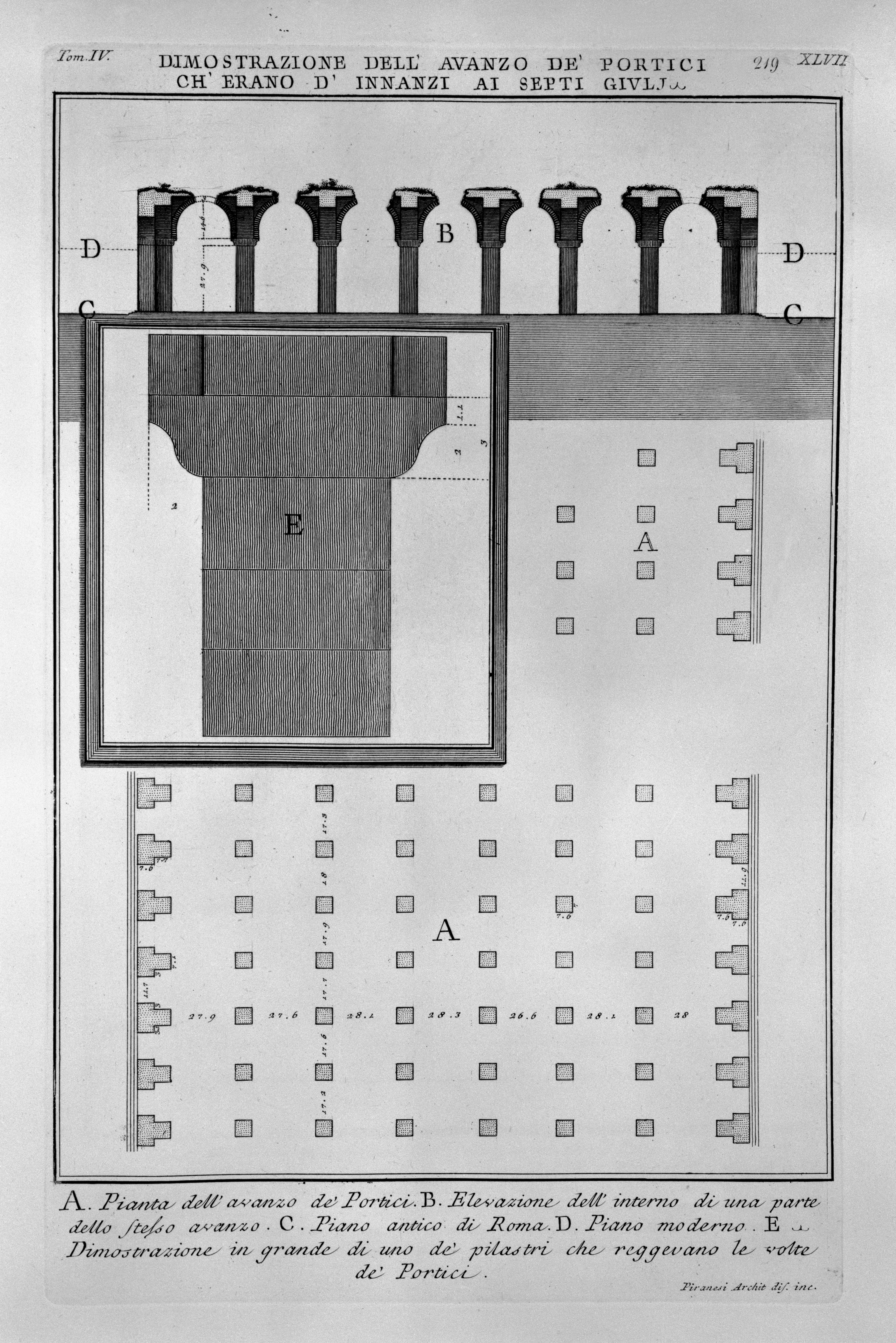
Plan Saepta Julia (rycina Piranesiego, 1756)

Saepta Julia – budynek wzniesiony na Polu Marsowym w pobliżu Panteonu, pierwotnie przeznaczony na miejsce głosowań w republikańskim Rzymie.
Budowla została zaplanowana przez Juliusza Cezara i ukończona przez Marka Agrypę w 26 r. p.n.e. W czasach Oktawiana Augusta, Kaliguli i Klaudiusza Saepta Julia była najprawdopodobniej używana do walk gladiatorów, a później jako rynek i targowisko oraz miejsce obchodów Ludi saeculares.
Budynek najprawdopodobniej miał postać wielkiego prostokątnego patio o wymiarach 120 na 310 m, otwartego na ścianie północnej. Posiadał po jednym portyku na obu dłuższych ścianach oraz jedną wielką salę krytą. Kamienny mur, który zachował się do dziś (biegnący wzdłuż Via di Minerva), wyznacza najprawdopodobniej zachodnią granicę tej wielkiej budowli.
Najwięcej informacji dotyczących Saepta Julia jest znanych dzięki Forma Urbis Romae, planowi Rzymu z III wieku n.e., powstałemu za czasów cesarza Septymiusza Sewera i umieszczonemu na jednym z Forów Cesarskich.